# Derivering av integraler
Derivering av integraler är en central operation i matematisk analys. Det är ofta relevant att fråga huruvida funktioner av typen
{\displaystyle I(t)=\int _{E}f(x,t)\,dx}
har någon derivata och i så fall vilken.

## Derivering genom byte av integrationsordning
{\displaystyle I(t)=\int _{E}f(x,t)\,dx=\int _{E}\left(\int _{a}^{t}{\frac {\partial }{\partial s}}f(x,s)\,ds\,+f(x,a)\right)dx}
Under vissa förutsättningar (se byte av integrationsordning) kan dessa integraler beräknas i omvänd ordning och {\displaystyle I(t)\,} blir då lika med.
{\displaystyle \int _{a}^{t}\left(\int _{E}{\frac {\partial }{\partial s}}f(x,s)\,dx\,\right)ds+\int _{E}f(x,a)\,dx},
varvid 
{\displaystyle I'(t)=\int _{E}{\frac {\partial }{\partial t}}f(x,t)\,dx}.

## Tillräckliga krav
Dessa krav är var för sig tillräckliga för att det skall vara tillåtet att flytta deriveringen innanför integralen:
1. {\displaystyle {\frac {\partial }{\partial t}}f(x,t)\geq 0} för alla {\displaystyle x,t\,}
2. {\displaystyle \int _{E}\left|{\frac {\partial }{\partial t}}f(x,t)\right|dx<\infty }
3. {\displaystyle f\,} och {\displaystyle {\frac {\partial f}{\partial t}}} är begränsade och kontinuerliga i {\displaystyle x\,} och {\displaystyle t\,}

## Exempel
Betrakta funktionen 
{\displaystyle I(t)=\int _{0}^{\infty }{\frac {e^{-x}-e^{-tx}}{x}}dx}.
Vi ser direkt att {\displaystyle I(1)=0\,} och att 
{\displaystyle {\frac {\partial }{\partial t}}\left({\frac {e^{-x}-e^{-tx}}{x}}\right)=e^{-tx}} .
Eftersom derivatan alltid är positiv kan vi byta integrationsordning:
{\displaystyle I(t)=\int _{0}^{\infty }\left(\int _{1}^{t}e^{-sx}ds\right)dx=\int _{1}^{t}\left(\int _{0}^{\infty }e^{-sx}dx\right)ds=\int _{1}^{t}\left[{\frac {e^{-sx}}{-s}}\right]_{x=0}^{x=\infty }ds=\int _{1}^{t}{\frac {1}{s}}ds=\log t}.
Genom att derivera var det alltså möjligt att beräkna {\displaystyle I(t)\,} explicit.